# Langues à Guernesey
La situation linguistique du bailliage de Guernesey dans les îles Anglo-Normandes montre un usage des langues suivantes : l’anglais est la langue officielle et majoritaire, le français (ancienne langue officielle jusqu'en 1948) est maintenant surtout utilisé par l’administration, et plusieurs variantes du normand, dont le guernesiais, sont utilisées par une petite minorité de la population.   

## Anglais

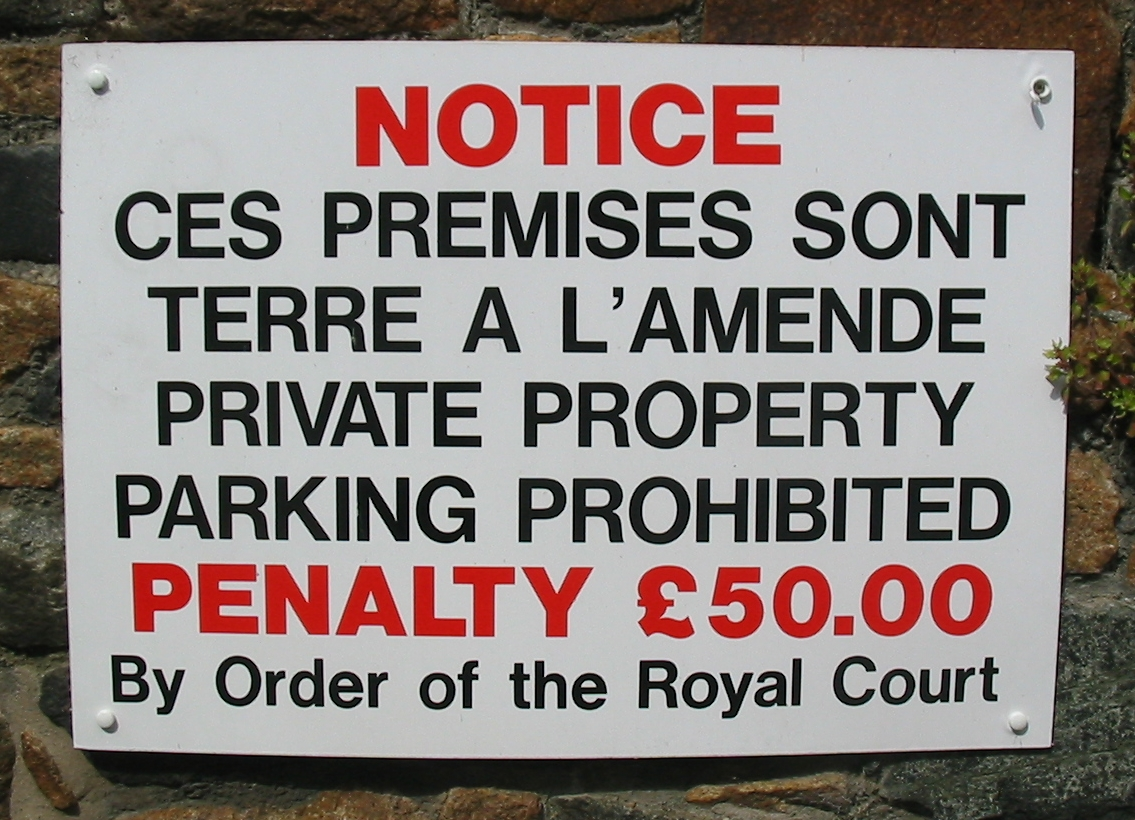
Panneau en français (approximatif) et en anglais

Comme à Jersey, l’anglais est la langue majoritaire à Guernesey. Cela s'explique par la venue assez récente sur l'île, durant le XIXe et le XXe siècle, de nombreux britanniques. En effet, il y a 200 ans, cette langue n’était parlée que par une minorité de personnes. La plupart des documents, des panneaux de signalisation et autres types de matériels à caractère officiel est ainsi imprimée et distribuée en anglais. Elle est la seule langue officielle à Guernesey. 
Il existe également un dialecte, l’anglais de Guernesey, qui contient quelques éléments de guernesiais.

## Français
Jusqu’en 1948, le français était la langue officielle de Guernesey. Aujourd’hui, le français est notamment utilisé dans l’administration. Le français est encore la seconde langue d’un bon nombre de personnes, cependant, il est très peu utilisé comme langue courante. Le français à Guernesey est moins utilisé que sur l'île voisine de Jersey où il bénéficie d'ailleurs du statut de langue officielle. 
L'île accueille également, après les Britanniques, un nombre important de touristes français.

## Normand
Autrefois, on pouvait trouver des dialectes du normand partout dans les îles. Ces dialectes étaient parlés par une majorité de personnes. De nombreux noms et de nombreux termes ont été francisés en français standard ou en bas normand.

### Guernesiais

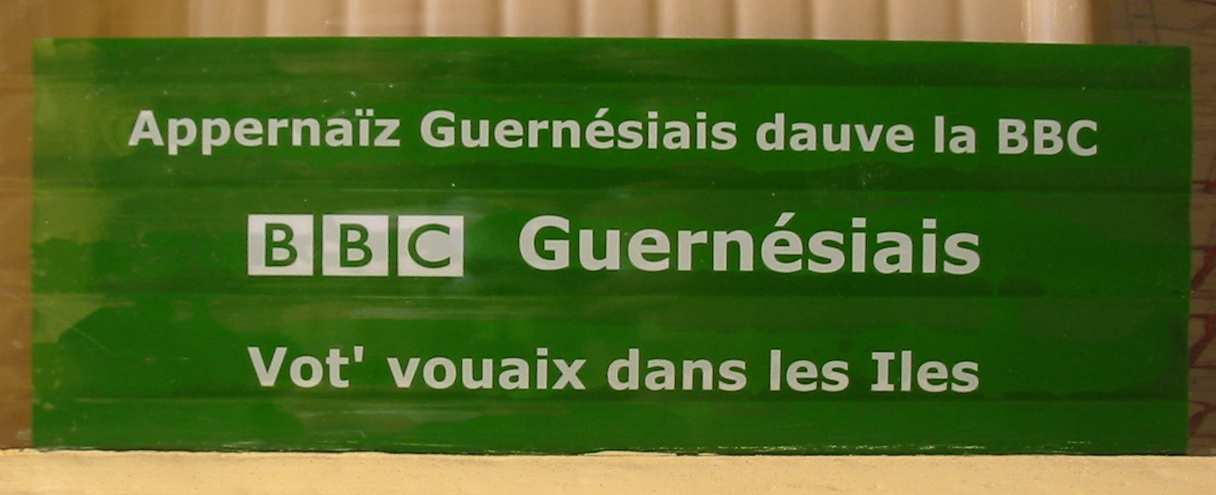
BBC Radio Guernesey propose des cours de guernesiais.

Le guernesiais est la langue traditionnelle à Guernesey. C’est un dialecte normand, une variante du normand parlé sur le continent, également similaire au dialecte anglo-normand jadis utilisé en Angleterre. Il y a une certaine intelligibilité mutuelle avec le jersiais, le dialecte du normand parlé à Jersey. Le guernesiais est majoritairement parlé par les habitants les plus âgés vivant dans les parties rurales de l’île. 1 327 citoyens de Guernesey parlent cette langue aujourd’hui[Quand ?], soit 2 % de la population. 
Il n’est pas autant utilisé à Guernesey que le jersiais l’est à Jersey. D'ailleurs, depuis 2019, le jersiais est langue officielle à Jersey. Seules cinq minutes environ par semaine de toutes les informations émises par BBC Guernesey le sont en guernesiais. 14% de la population déclare comprendre la langue au moins un minimum.

### Sercquiais
Le sercquiais est le dialecte du jersiais parlé par une minorité de personnes à Sercq, dont l'origine remonte aux premiers habitants originaires de Jersey venus s'installer à Sercq. Il est maintenant quasiment éteint, seules 15 personnes le parlent.

### Auregnais
Le dialecte normand d’Aurigny, l’auregnais, est maintenant éteint. De nos jours, il en reste des traces dans les toponymes locaux[réf. souhaitée].

### Autres
Jusque récemment, le normand était parlé sur l’île d’Herm. Mais il n'y a aucune preuve pour montrer quand la langue a arrêté d’être utilisée. D’autres îles comme Brecqhou, Jéthou, les Casquets et Burhou étaient trop petites pour que de réelles communautés linguistiques utilisant le normand s’y créent.

## Portugais
Même s’il y a moins de portugais à Guernesey qu’à Jersey, ils représentent tout de même une petite partie de la population. Environ 2 % de la population parle le portugais.